# Cédric Betremieux
Cédric Betremieux (Douai, 14 mei 1982) is een Franse voetballer. Hij speelt als aanvaller bij Racing Club Harelbeke.
In het seizoen 2005-2006 speelde Betremieux bij KSK Ronse. Het seizoen erna speelde hij voor AS Beauvais in de Championnat National. In 2007 vertrok hij naar KV Kortrijk. In de zomertransferperiode van 2008 verliet de spits kersvers eersteklasser Kortrijk en tekende een tweejarig contract bij streekgenoot KSV Roeselare. Na een half seizoen keerde hij reeds terug naar KV Kortrijk.
In 2009 werd Betremieux voor één jaar uitgeleend aan tweedeklasser OH Leuven. Daar profileerde hij zich meteen als sterkhouder in de Leuvense aanval door in de eerste seizoenshelft tien keer te scoren in elf competitiewedstrijden. Hij werd door de supporters verkozen tot man van het seizoen 2009-2010.
Het seizoen 2010-2011 keerde hij terug naar eersteklasser K.V.Kortrijk, dat hem het seizoen daarvoor had uitgeleend aan OH Leuven. Bij Kortrijk belandde hij in de B-kern en in de winterstop werd hij opnieuw uitgeleend, deze keer aan 4de klasser Mouscron-Péruwelz. In aanloop van het seizoen 2019-2020 tekende hij een eenjarig contract bij Harelbeke.